# Aeropuerto de Alphonse
El Aeropuerto de Alphonse (en inglés: Alphonse Airport) (ICAO: FSAL) es un campo de aviación que sirve la  isla Alphonse, la única isla del atolón de Alphonse, en el archipiélago y país africano de las Seychelles.
El atolón se encuentra a 400 kilómetros (249 millas) al suroeste de Mahé, 87 kilómetros (54 millas) al sur de las islas Amirante, y a 3 km (2 millas) al norte del atolón Saint-François, el segundo atolón del grupo Alphonse.
El aeropuerto se encuentra a una altitud de 10 pies (3 m) sobre el nivel medio del mar. Se ha designado una pista como 15/33 con una superficie de hormigón que mide 1 214 por 12 metros (3 983 pies x 39 pies) y 6,5 metros (21 pies) de la hierba en cada lado dándole un ancho total de 25 metros (82 pies). La pista se encuentra al lado del complejo turístico de la isla Alphonse.